# Oberaargau
Oberaargau (pol. Górna Argowia, gsw. Oberaargou, fr. Haute-Argovie, wł. Alta Argovia) – region w Szwajcarii, w północno-wschodniej części kantonu Berno. Po raz pierwszy wzmiankowany w roku 861. 114,68 km² terenu regionu należy do ekologicznej sieci obszarów chronionych Emerald.

## Położenie
Oberaargau jest częścią Wyżyny Szwajcarskiej. Na północy region graniczy z kantonem Solura, na północnym wschodzie z kantonem Argowia, na wschodzie z kantonem Lucerna, a na południowym zachodzie z okręgiem Emmental. Najniższy punkt regionu wynosi 405 m n.p.m. i znajduje się w pobliżu rzeki Aare koło Wynau, najwyższy punkt wynosi 1231 m n.p.m.